# Guardia Nacional Aérea de Guam
La Guardia Nacional Aérea de Guam (GU ANG) integra junto con la Guardia Nacional del Ejército de Guam, la Guardia Nacional de EE. UU. en Guam.
Como unidades de milicia territorial, las unidades de la Guardia Nacional Aérea de Guam no están en la cadena de mando normal de la Fuerza Aérea de los Estados Unidos. Están bajo la jurisdicción del Gobernador de Guam a través de la oficina del Ayudante General de Guam, a menos que estén federalizados por orden del Presidente de los Estados Unidos. La Guardia Nacional Aérea de Guam tiene su sede en la Base de la Fuerza Aérea Andersen.

## Descripción
Según el concepto de "Fuerza Total", las unidades de la Guardia Nacional Aérea de Guam se consideran Componentes de Reserva Aérea (ARC) de la Fuerza Aérea de los Estados Unidos (USAF). Las unidades de la Guam ANG están entrenadas y equipadas por la Fuerza Aérea y operativamente subordinadas al Comando Mayor de la USAF en caso de ser federalizadas. La GU ANG está asignada a las Fuerzas Expedicionarias Aéreas junto con sus contrapartes en servicio activo y de la Reserva de la Fuerza Aérea en su ciclo de despliegue.
Además de sus obligaciones de reserva federal, como unidades de milicia territorial, los elementos del ANG de Guam pueden ser activados por orden del Gobernador para brindar protección a la vida y la propiedad y preservar la paz, el orden y la seguridad pública. Las misiones territoriales incluyen socorro en casos de terremotos, huracanes, inundaciones e incendios forestales, protección de servicios públicos vitales y apoyo a la defensa civil.

## Componentes
- 254.º Grupo de Base Aérea

Asignada a: Fuerzas Aéreas del Pacífico
Durante ejercicios, contingencias o guerra real, la misión del grupo es brindar apoyo meteorológico y desplegar, asesorar y ayudar al comandante de la fuerza terrestre en la planificación, solicitud, coordinación y control del apoyo aéreo cercano, el reconocimiento aéreo táctico y la táctica de puente aéreo.  La Guardia Nacional Aérea de Guam tiene una fuerza de unos 450 hombres y mujeres.